# Wilhelm Baumann
Wilhelm Baumann, född 12 augusti 1912 i Berlin, död 14 mars 1990, var en tysk handbollsspelare.
Baumann blev olympisk mästare i handboll vid sommarspelen 1936 i Berlin.